# 模擬摩天樓
模擬摩天樓（英語：Skyscraper Simulator，前稱，亦稱、或，簡稱），是一個由瑞恩·托爾克開發的自由及開放源碼3D建築模擬器。此軟件使用面向对象图形渲染引擎，而之前則是使用Crystal Space模擬引擎。
此軟件曾於2018年10月至2022年間一度停止開發，至2022年9月才恢復開發。

## 歷史
模擬摩天樓原本是利用TrueVision3D图形渲染引擎在Microsoft Visual Basic開發的，並成功為早期的遊戲旗艦大廈，Triton Center建模。此軟件首次於2002年12月27日發佈，而此軟件的1.0穩定版則延至2004年年中發佈。在穩定版發佈後，托爾克又以C++語言完全重寫軟件，並使用了Crystal Space模擬引擎，以及wxWidgets供图形用户界面控制面板使用。此軟件的第一個重寫版本，1.1版（2.0 Alpha 1），於2009年1月6日正式發佈。此軟件最新的穩定版，1.10.6版（2.0 Alpha 10 Update 6），則於2017年2月1日發佈。最後一個使用Crystal Space模擬引擎的版本是於2012年9月13日發佈。於軟件停止開發之前最後一個版本則於2018年4月14日發佈。

## 軟件內容

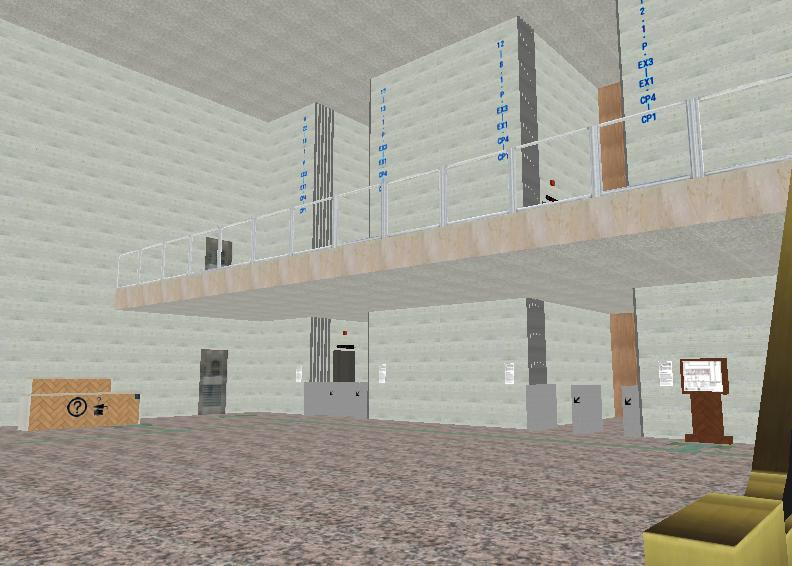
其中一個用家設計的大樓中的電梯大堂。

在此軟件中，使用者可以以手動方式自行設計各種建築物，使用一個名為「Beno建築物創造者」（Beno Building Creator），或使用一個名為「Skyscraper Simulator Code Assistant」的工具建造建築物。在各種建築物中，使用者可以建造能夠運作的升降機。但是，此軟件並不支持某些類型的升降機，如目的层控制升降機。
除了升降機，使用者亦可以加入電梯。軟件中的電梯並非由官方建模的，而是由使用者自己設計建造的。最常用的電梯為由 escalatorgeek881 製作的「Escalator2011」。與升降機不同，軟件只支援「關掉的」或「不能運作的」電梯，即軟件中不能顯示能夠運作的電梯。儘管如此，使用者仍然能將電梯當作樓梯使用，直到 2.0 Alpha 10 Update 1，此軟件開始支援「能運作的」電梯，並衍生出由 escalatorgeek881 製作的 ObjectPlus 中的電梯功能。值得一提的是，此軟件亦支援樓梯。
除了上述的設備，使用者亦能加入電動步道。最常用的電動步道為由 Gooper1 製作「GooperWalk2012」。與電梯相同，軟件只支援「關掉的」或「不能運作的」電動步道，直到 2.0 Alpha 10 Update 1，此軟件亦開始支援「能運作的」電動步道。

## 外部連結
- 官方網站 （页面存档备份，存于）
  - 模擬摩天樓討論區 （页面存档备份，存于）
  - 模擬摩天樓維基[永久]
  - 前官方網站 （页面存档备份，存于）
- YouTube上的Video Tutorial part 1[永久]
- SourceForge.net上的模擬摩天樓[永久]